# Нев'язка рідина
Рідина нев'язка (англ. non-viscous (frictionless, inviscid) liquid; нім. ideale Flüssigkeit f, reibungslose Flüssigkeit f) – модель рідини, яка являє собою неперервне рідке тіло, що характеризується явною відсутністю в’язкості.